# Medalha "Veterano do Trabalho"
A Medalha "Veterano do Trabalho" (em russo: Медаль «Ветеран труда», tr. Medal Veteran Truda) foi uma condecoração civil da União Soviética, instituída pelo decreto do Presidium do Soviete Supremo da URSS em 18 de janeiro de 1974. Destinava-se a homenagear trabalhadores, kolkhozianos e funcionários pelo longo e dedicado serviço na economia nacional, ciências, cultura, educação, saúde, órgãos governamentais e organizações públicas. Embora tenha existido por apenas dezoito anos, foi concedida cerca de quarenta milhões de vezes. Seus regulamentos foram detalhados e aprovados pelo decreto nº 5999-VIII de 20 de maio de 1974.

## História
A medalha foi instituída por decreto do Presidium do Soviete Supremo da URSS em 18 de janeiro de 1974, conforme estabelecido no regulamento da medalha "Veterano do Trabalho". Em 20 de maio do mesmo ano, foi aprovada a "Instrução sobre o procedimento de concessão e entrega da medalha 'Veterano do Trabalho'".
Em 26 de outubro de 1976, a instrução foi alterada para ampliar o número de pessoas elegíveis para a premiação. Em 25 de setembro de 1974, um decreto incluiu os funcionários das forças de segurança entre os possíveis agraciados, e a partir de 8 de julho de 1977, a medalha passou a ser concedida também a militares do quadro de praças e oficiais dos órgãos de assuntos internos. A última revisão do regulamento da medalha foi feita em 12 de agosto de 1983.
Em 30 de junho de 2006, um decreto determinou o fim da concessão da medalha no território da Federação Russa.
O projeto da medalha foi criado pelo artista da Casa da Moeda Goznak, Sergey Akimovich Pomansky. Ao todo, foram realizadas aproximadamente 39.197.100 condecorações.

## Regulamento
A medalha foi instituída para premiar trabalhadores "pelo longo e dedicado serviço na economia nacional, na ciência, cultura, educação, saúde, em instituições estatais e organizações públicas".
Ela era concedida a "operários, camponeses kolkhozianos e funcionários como reconhecimento por suas contribuições ao trabalho, após atingirem o tempo de serviço necessário para aposentadoria por tempo de serviço ou idade".
A condecoração era realizada "em nome do Presidium do Soviete Supremo da URSS pelos Presídios dos Sovietes Supremos das repúblicas federadas e autônomas, bem como pelos comitês executivos regionais, provinciais e pelos Sovietes de Deputados Populares das cidades de Moscou, Leningrado e Kiev".
As indicações para a concessão da medalha eram feitas "pela administração, pelas organizações do partido e sindicatos de empresas, instituições e organizações, assim como pelos comitês distritais e municipais do partido e órgãos soviéticos".
A medalha podia ser concedida a pessoas que haviam se aposentado por idade antes do decreto da premiação, desde que continuassem em atividade profissional ou social. Também eram elegíveis aqueles que recebiam outros tipos de pensão, mas seguiam trabalhando após atingirem a idade de aposentadoria.
A entrega da medalha era realizada, "preferencialmente, nos coletivos de trabalho onde os agraciados estavam empregados".
A medalha era usada no lado esquerdo do peito, posicionada após a medalha "Pelo Trabalho Valente na Grande Guerra Patriótica 1941–1945".

### Concessão de medalha nas forças de segurança
De acordo com o decreto do Presidium do Soviete Supremo da URSS de 25 de setembro de 1974, foi concedido ao Ministro da Defesa da URSS, aos comandantes dos distritos militares, distritos de defesa aérea, grupos de tropas e frotas, ao Ministro dos Assuntos Internos da URSS e ao Presidente da KGB junto ao Conselho de Ministros da URSS o direito de conceder, em nome do Soviete Supremo, a medalha "Veterano do Trabalho" a trabalhadores e funcionários de empresas, organizações, instituições e unidades militares subordinadas ao Ministério da Defesa, ao Ministério dos Assuntos Internos e à KGB.
Com o decreto de 8 de julho de 1977, foi autorizada a concessão da medalha "Veterano do Trabalho" a membros do quadro de praças e oficiais dos órgãos de assuntos internos, "após atingirem o tempo de serviço necessário para aposentadoria ou por idade".

## Descrição
A medalha era feita de tambaque prateado e tinha a forma de um círculo perfeito com 34 mm de diâmetro. No anverso, sobre um fundo com raios divergentes, havia a inscrição em relevo "URSS" (em russo: «СССР»), acompanhada por uma imagem em relevo de um ramo de louro, uma foice e um martelo. Na parte inferior, ao longo da borda de uma fita estilizada, estava a inscrição "Veterano do Trabalho". A face frontal da medalha era oxidada.  
No verso, sobre um fundo fosco e claro, havia a inscrição em relevo "Pelo longo e dedicado trabalho", disposta em quatro linhas. A medalha era contornada por uma borda.  
Por meio de uma argola e um elo, a medalha era fixada a um suporte pentagonal coberto por uma fita moiré de seda de 24 mm de largura. A fita apresentava uma faixa longitudinal escura, uma faixa cinza-clara e três faixas estreitas alternadas em branco e vermelho. A faixa cinza-escura tinha 7 mm de largura, enquanto a cinza-clara tinha 8 mm. A fita era contornada por listras brancas finas. O suporte possuía um alfinete para fixação da medalha à roupa.
A argola redonda era estampada em peça única. Nela, geralmente no verso, havia a marca da Casa da Moeda de Leningrado, representada por três pequenas letras em relevo – "ЛМД". Algumas medalhas foram produzidas com a marca em ambos os lados, enquanto outras não a possuíam.
Inicialmente, a medalha tinha escurecimento e prateamento no anverso, mas, nos últimos anos de produção, passou a ser fabricada sem esses acabamentos. Provavelmente, isso ocorreu devido ao alto custo do processo de escurecimento e prateamento.

## Galeria

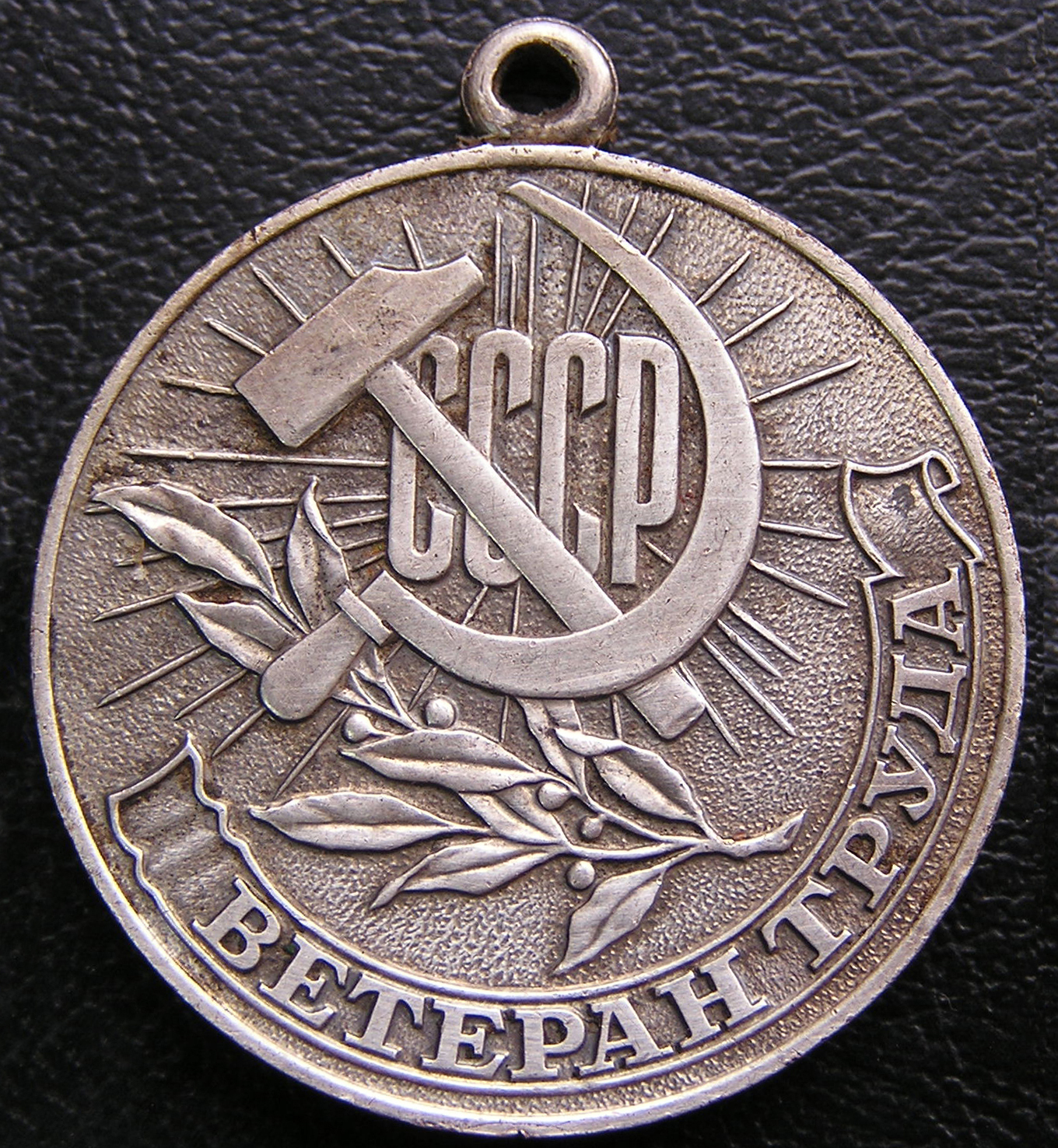
Anverso da medalha
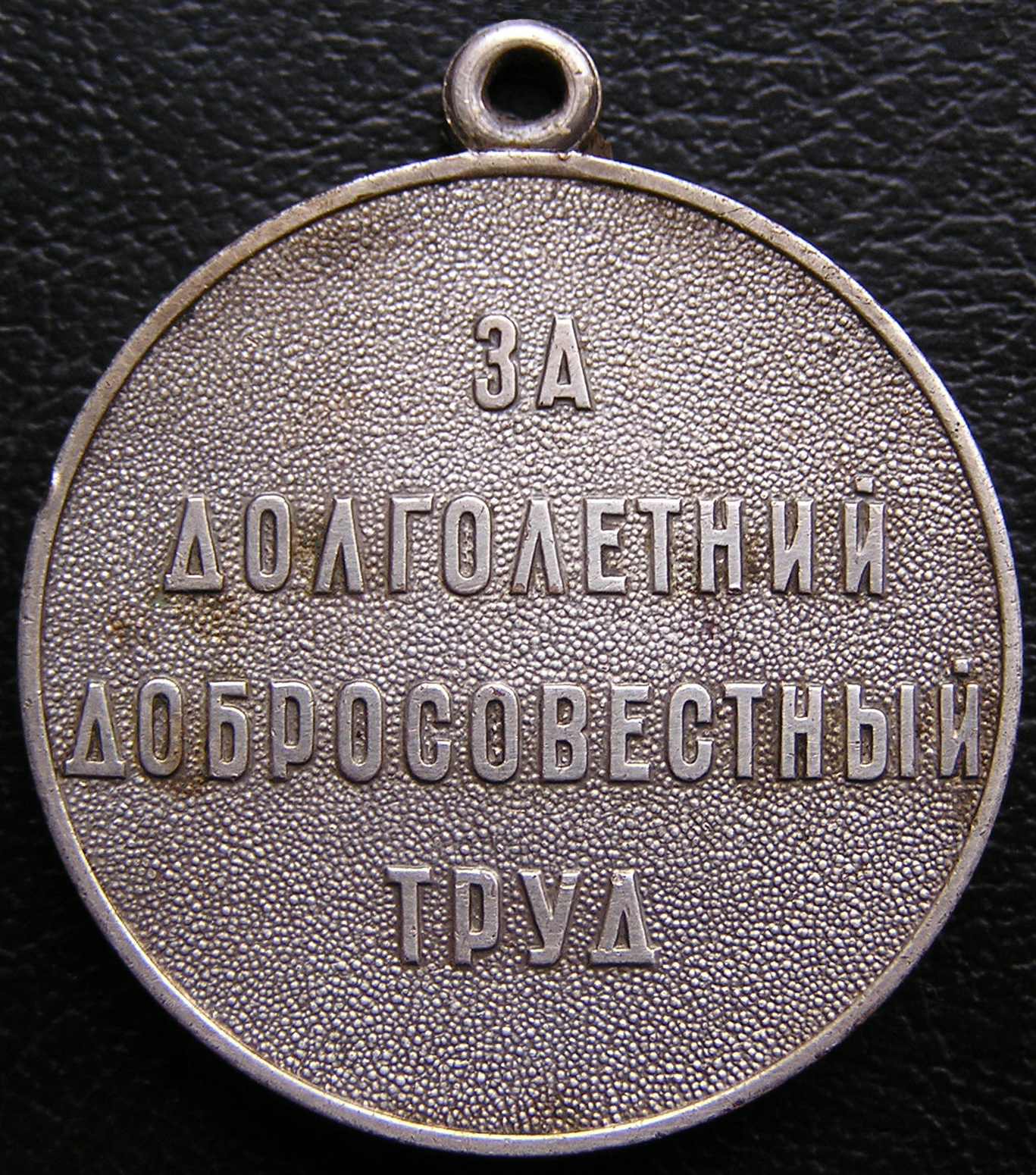
Reverso da medalha
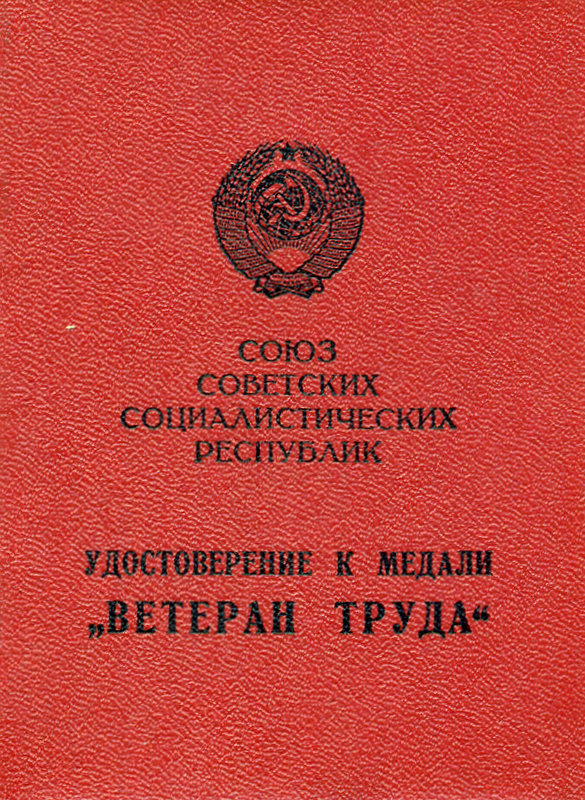
Certificado de atribuição da medalha
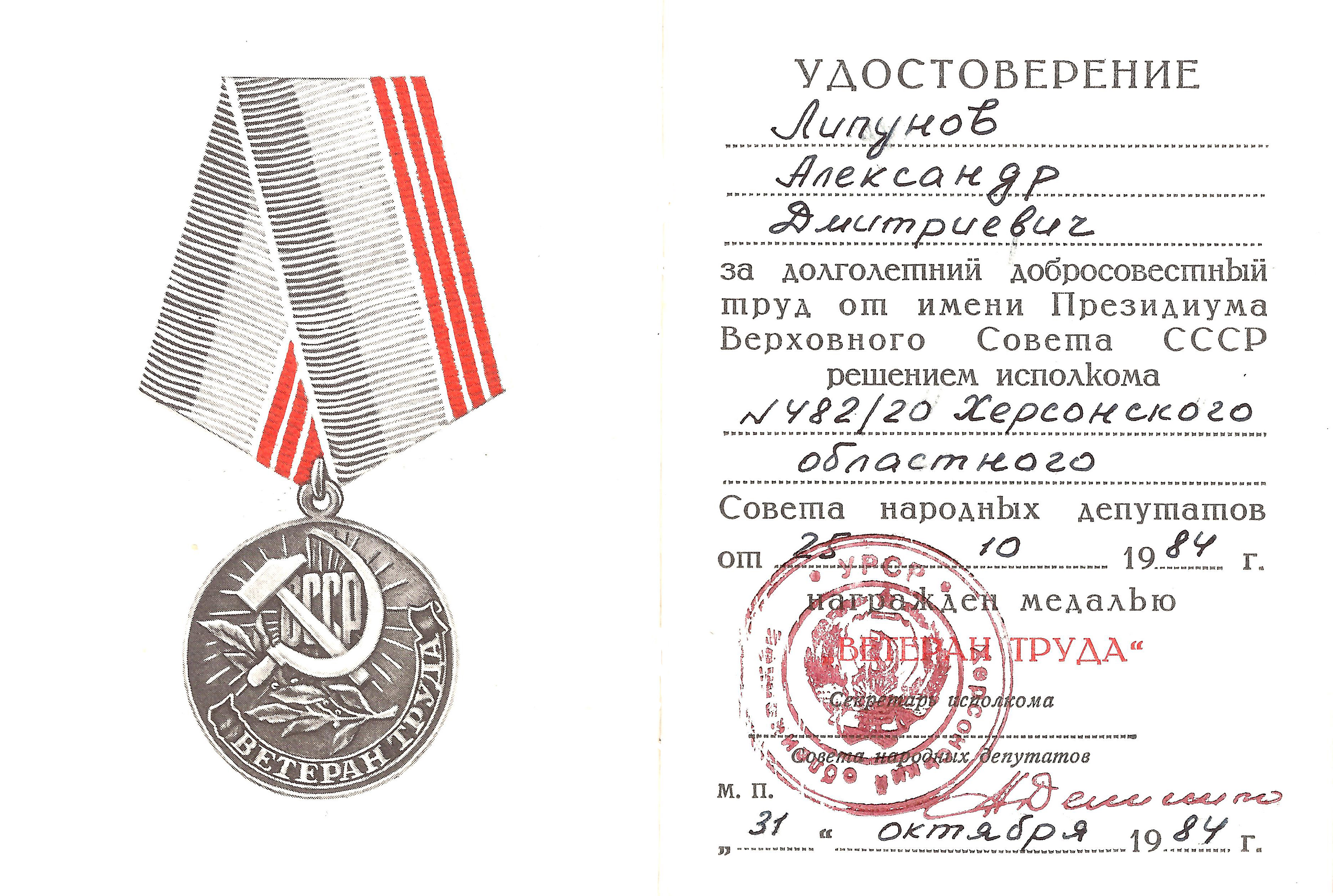
Certificado de atribuição da medalha